# 岩柄イズカ
岩柄 イズカ（いわつか いずか）は、日本のライトノベル作家である。

## 概要
小学校低学年の頃に小説に出会い、小学校高学年になってから『ズッコケ三人組』を始めとした書籍を本格的に読み始めた。社会人時代にハンティングゲームの二次創作から小説を書き始め、栗本薫と奈須きのこの作品の影響を受けて小説家を志した。出勤前の早朝に大半の執筆を行い、夜間に朝に執筆した文章の見直し・訂正などを行なっていると話しており、平日は基本的に1時間から3時間ほどの執筆を行なっている。
2017年の第10回GA文庫大賞で「みならいセロリ」名義で投稿した『最果ての魔法使い』が優秀賞を受賞し、同作でデビューを果たした。

## 作品一覧
- 『最果ての魔法使い』（イラスト: 咲良ゆき、GA文庫〈SBクリエイティブ〉）[5]
- 『『ずっと友達でいてね』と言っていた女友達が友達じゃなくなるまで』（イラスト: maruma、GA文庫〈SBクリエイティブ〉）[6]
- 『毎晩ちゅーしてデレる吸血鬼のお姫様』（イラスト: かにビーム、GA文庫〈SBクリエイティブ〉）[7]